# Райский (Липецкая область)
Ра́йский — посёлок Тульского сельского поселения Тербунского района Липецкой области.

## География
Стоит на правом берегу реки Изубриевка.

## История
Появился, вероятно, в 1920-х годах. В 1932 году здесь проживали 140 человек .
Название, по всей видимости, имеет отношение к слову рай; например, оно могло символизировать новую жизнь после революции.
Сегодня фактически является восточной частью села Тульское.

## Население
| 2009 | 2010 |
| ---- | ---- |
| 292  | ↘280 |